# Lamone
Lamone är en ort och kommun  i distriktet Lugano i kantonen Ticino, Schweiz. Kommunen har 1 766 invånare (2023).